# Torneo di qualificazione europea alla Coppa del Mondo di rugby femminile 2021
Il torneo di qualificazione europea alla Coppa del Mondo di rugby femminile 2021 (in francese tournoi de qualification pour la Coupe du Monde de Rugby 2021; in inglese Rugby World Cup 2021 Europe Qualifier; in spagnolo Torneo Clasificatorio Europeo a Rugby World Cup 2021) fu una competizione quadrangolare organizzata a Parma, in Italia, per definire la squadra europea destinata ad accedere direttamente alla Coppa del Mondo di rugby femminile 2021 e quella da destinare ai ripescaggi.
Il torneo, inizialmente previsto a settembre 2020, in ottemperanza alle misure di contrasto alla pandemia di COVID-19 fu posticipato a dicembre dello stesso anno e, a seguire, rinviato a data da destinarsi, complice anche la ricalendarizzazione al 2022 della Coppa; alfine ne fu deciso lo svolgimento dal 13 al 25 settembre 2021 con la formula del girone unico interamente allo stadio Lanfranchi di Parma.
Al torneo presero parte le tre squadre del Sei Nazioni femminile non automaticamente qualificate alla Coppa del Mondo 2021 – Irlanda, Italia e Scozia – più la squadra campione d'Europa 2020 in carica, ovvero la Spagna; il torneo si svolse a girone unico e fu deciso solo all'ultima giornata, in quanto a tale punto del torneo tutte e quattro le squadre avevano perso almeno un incontro ed erano potenzialmente in grado di vincere la qualificazione diretta, riservata alla prima classificata.
Vincitrice della competizione fu alfine l'Italia, che così guadagnò la qualificazione diretta alla competizione mondiale, mentre seconda giunse la Scozia che, battendo l'Irlanda nell'incontro di chiusura del torneo, consegnò alle Azzurre la qualificazione e staccò il biglietto per lo slot europeo al quadrangolare finale di ripescaggio.

## Squadre partecipanti
- Irlanda
- Italia
- Scozia
- Spagna

## Risultati

### 1ª giornata
| Arbitro: | Aurélie Groizeleau |

|                |      |                                                                          |
| Lloyd 70’      | mt   | 5’ Franco 20’ Magatti 24’ Barattin 37’ Arrighetti 54’ Sillari 59’ Furlan |
| Law 70’        | tr   | 1’, 24’, 37’, 54’ Sillari                                                |
| Nelson 6’, 34’ | c.p. |                                                                          |

| Arbitro: | Nikki O’Donnell |

|              |      |            |
| Ducher 70’   | mt   | 8’ Parsons |
|              | tr   | 8’ Flood   |
| P. García 6’ | c.p. |            |

### 2ª giornata
| Arbitro: | Hollie Davidson |

|             |      |                              |
| Rigoni 51’  | mt   | 28’ Parsons 61’ Murphy Crowe |
| Sillari 51’ | tr   | 28’ Flood                    |
|             | c.p. | 57’ Flood                    |

| Arbitro: | Aurélie Groizeleau |

|                                         |      |                                                |
| Erbina 2’ Rodríguez 25’ García Gala 28’ | mt   | 19’ Lloyd 21’ Gaffney 40’ Nelson 63’ McLachlan |
| P. García 2’, 25’                       | tr   | 21’, 63’ Nelson                                |
| P. García 51’                           | c.p. | 48’ Nelson                                     |

### 3ª giornata
| Arbitro: | Hollie Davidson |

|                                                    |      |               |
| Gai 14’ Sillari 17’ Duca 62’ Madia 76’ tecnica 79’ | mt   | 55’ Argudo    |
| Sillari 14’, 62’                                   | tr   | 55’ P. García |
| Sillari 30’                                        | c.p. | 34’ P. García |

| Arbitro: | Clara Munarini |

|                       |      |                                  |
| Djougang 19’ Peat 60’ | mt   | 38’ Lloyd 48’ Skeldon 80’ Rollie |
| Flood 60’             | tr   | 80’ Law                          |
| Flood 53’, 64’        | c.p. | 24’ Nelson                       |

## Classifica
| Pos | Squadra | G | V | N | P | PF | PS | DP  | BMP | Pt |
| --- | ------- | - | - | - | - | -- | -- | --- | --- | -- |
| 1   | Italia  | 3 | 2 | 0 | 1 | 79 | 38 | +41 | 2   | 10 |
| 2   | Scozia  | 3 | 2 | 0 | 1 | 60 | 78 | −18 | 1   | 9  |
| 3   | Irlanda | 3 | 1 | 0 | 2 | 40 | 35 | +5  | 2   | 6  |
| 4   | Spagna  | 3 | 1 | 0 | 2 | 40 | 68 | −28 | 1   | 5  |